# Ogassa
Ogassa es un municipio de Cataluña, España. Pertenece a la provincia de Gerona, en la comarca del Ripollés, y está situado al norte de San Juan de las Abadesas en la vertiente meridional de la sierra Cavallera y del Taga.
Entre los años 1857 y 1860 el municipio incorpora a los antiguos municipios de San Julián de Saltor y San Martín de Surroca. 

## Demografía
Ogassa cuenta con una población de 218 habitantes (INE 2024).
| Gráfica de evolución demográfica de Ogassa entre 1842 y 2021 |
| |
| Población de derecho según los censos de población del INE Población de hecho según los censos de población del INEEntre el censo de 1857 y el anterior, crece el término del municipio porque incorpora a San Julián de Saltor, San Martín de Surroca |

## Historia
Durante la Edad Media, estas tierras pertenecían a la Iglesia y a los señores feudales. Las construcciones de estilo románico, con elementos destacables, como son las iglesias de Sant Martí de Surroca (siglo XII) y de Sant Martí d'Ogassa (siglo XI), que dependían del monasterio de San Juan de les Abadesas, y las de Sant Julià de Saltor y Santa María de Vidabona, que dependían del monasterio de Ripoll, son una clara muestra de ello.
Se conoce la existencia de una fortificación que probablemente fue erigida en la cima de Sant Amand, aunque podría situarse un poco más abajo, en un llano conocido como "Pla de Pena"). La fortificación aparece en el acta de consagración de la iglesia de Sant Martí de Aguacia por el abad Oliba en el año 1024, aunque podría ser anterior. Dicha fortifcicación aglutinaba las tierras de Sant Martí de Surroca, Sant Martí de Ogassa, Sant Julià de Saltor, Santa María de Vidabona y buena parte de las tierras del municipio de Bruguera (Ribes de Freser). Es sabido que la titularidad del castillo tuvo varios propietarios a lo largo de los siglos XI, XII y XIII. El abad Ramon de Bianya adquirió los derechos del rey Pedro IV de Aragón sobre las villas de Ogassa, la Rovira, Bianya y otros en el año 1342. En el 1344 otorgó la custodia a Pere de Ribes, de la Valle de Ribes. A partir de entonces no se tiene ningún otro conocimiento. Actualmente el castillo ya no existe y se cree que los restos pueden corresponder a unas ruinas localizadas cerca de la cima de Sant Amand.
En el siglo XIX, con el descubrimiento de carbón en el municipio y en plena expansión de la industrialización catalana, empieza la activididad minera en Ogassa. La primera mina se abrió en el 1838. El carbón iba destinado principalmente a la creciente industria catalana y el único inconveniente era el transporte del material. Para resolverlo, en el año 1880 terminaron los trabajos la línea de ferrocarril que enlazaban con el puerto de Barcelona. El carbón era transportado mediante vagonetas hasta la estación de Toralles (San Juan de las Abadesas) mediante varios planos inclinados, que todavía se pueden intuir en el pueblo. Una vez en la estación, se cargaba el carbón en un tren que funcionó hasta finales de los 80 del siglo XX. La explotación minera se alargó casi 130 años y, finalmente, debido a la disminución de la producción, en el año 1967 se cerró la última mina. 
En el año 1900 se dotó al municipio con energía eléctrica, siendo uno de los primeros del estado español en tener corriente eléctrica. Todavía se puede contemplar el edificio donde se ubicada la turbina. 
Gracias a la llegada del ferrocarril y las explotaciones mineras Ogassa vivió un fuerte crecimiento demográfico, llegando a superar los 1.500 habitantes. El cierre de las minas provocó un éxodo del municipio, llegando hasta los alrededor de 250 habitantes que tiene actualmente el municipio. Sus principales actividades económicas hoy en día son la ganadería y el turismo.

## Comunicaciones

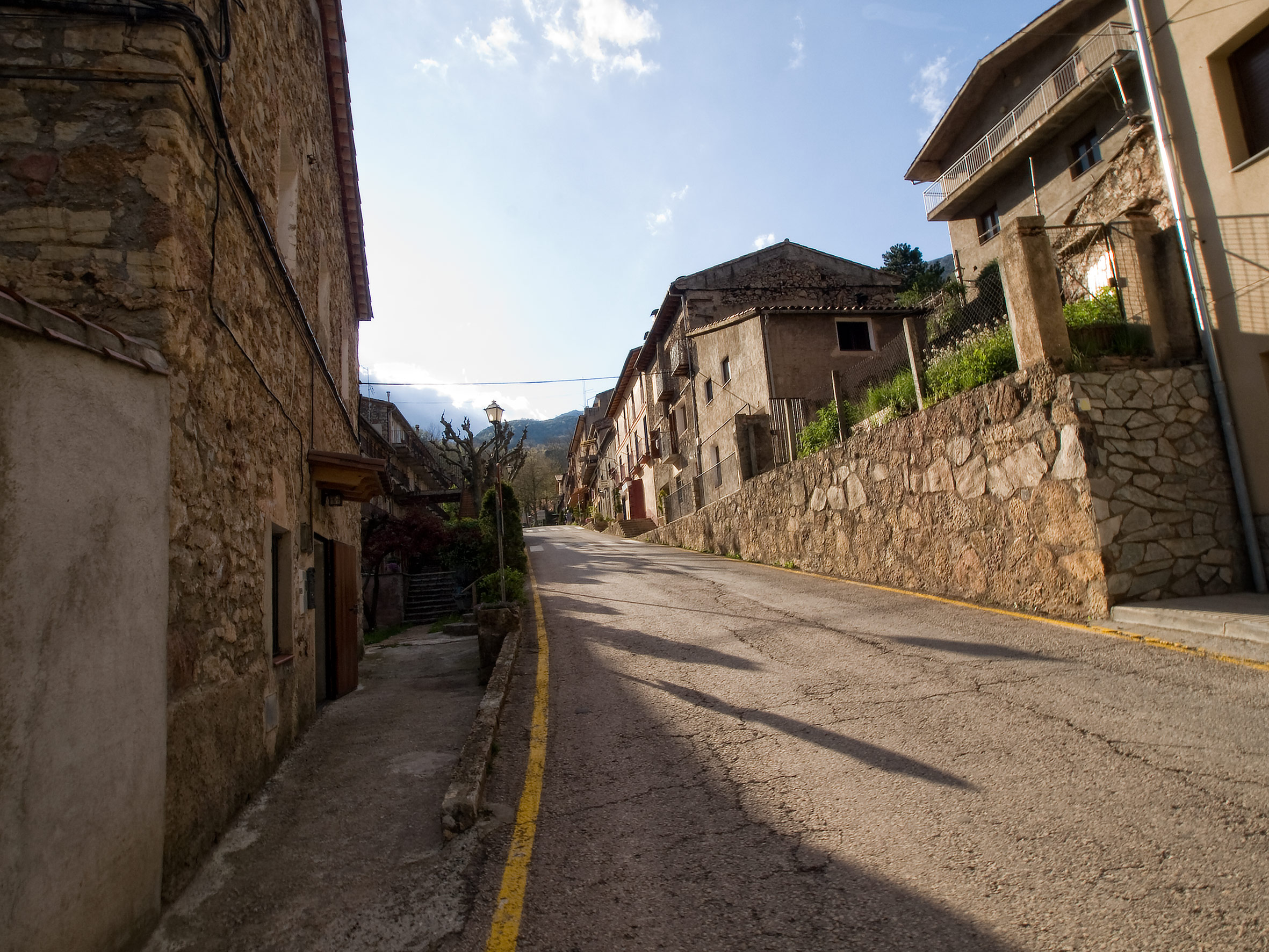
Avenida de las minas

El pueblo de Ogassa está poco comunicado, aunque hay una pequeña carretera por la que se accede desde San Juan de las Abadesas.